# Кафедральная улица (Луцк)
Кафедральная улица (укр. Кафедральна вулиця) — одна из основных улиц историко-культурного заповедника «Старый Луцк»; композиционная ось «запад-восток» заповедника, одна из старейших улиц города, вдоль которой расположены памятники архитектуры национального значения: Замок Любарта, дом Фальчевского (Пузина), монастырь бригидок, монастырь шариток, иезуитский коллегиум, кафедральный костёл Петра и Павла. Улица начинается от Въездной башни замка Любарта, пересекает улицы Даниила Братковского, Драгоманова, Даниила Галицкого и упирается в Караимскую, на пересечении с которой расположена Лютеранская кирха.

## История

### В эпоху Средневековья
Город Луцк возник на острове, и одно из первых укреплений располагалось там, где позже был построен замок, который стоит там по сей день. Соответственно, сетка основных городских улиц начинала формироваться ещё издавна и на протяжении истории почти не менялась. А учитывая то, что территория города-острова увеличивалась на запад естественным образом с мерой осушения местности и отступления воды, то улица, которая легла в основу нынешней Кафедральной, была едва ли не первой городской улицей, которая проходила от городских ворот до ворот детинца и в дальнейшем расширялась на запад.
Со временем происходили трансформации как территории вокруг улицы, так и её самой. Во времена Витовта данная улица имела не самое важное значение: она была основной улицей Окольного замка, который в то время уже был построен из дерева, и вела к мосту, на противоположном конце которой была воротная башня Верхнего замка. В двух замках были сосредоточены все органы управления: законодательные, исполнительные, судебные, церковные. На улице располагались: католическая кафедра Святой Троицы, две православные церкви Святой Екатерины и Святого Петра, башня для допроса преступников, а перед самым мостом у Верхнего замка — площадь казней.
С развитием города выделялось городское население, которое вышло за пределы замков. В 1432 году город получил Магдебургское право, в котором в частности говорилось про укрепления города. Поэтому вокруг замков в XIV—XV веках сводились собственные городские укрепления. Первая и вторая линии укреплений окружили земли острова с запада. Поэтому главная замковая улица после въездных ворот Окольного замка была продолжена по этим землям на запад и стала носить общегородское, а не только замковое значение. Именно здесь был построен храм Святого Николая — защитника города — главный храм городской части Луцка.

### XVII—XX века
Древнейшее известное название улицы — Замковая — происходит из XVII столетия. Замковая улица включала в себя также полукруглую внутреннюю улицу Окольного замка, параллельную с трассой оборонных замковых стен. В этой части располагался дворец Альбрехта Станислава Радзивилла, который он отдал в 1624 году ордену Святой Бригитты, переделавшему его в монастырь и костёл. В первой половине XVII века на Замковой был построен комплекс иезуитов, который состоял из коллегиума и костёла Святых Петра и Павла. В 1639 году край улицы при поддержке луцкого каноника Балтазара Тишки был построен монастырь ордена бонифратров с костёлом Марии Магдалины. Православные церкви Св. Екатерины, Св. Петра и Св. Николая перестали существовать в связи с пожарами. Монастырь бонифратив сгорел в 1781 году.
В XVIII веке западная часть нынешней улицы начиналась от иезуитского костёла и завершалась на Конном рынке наряду с Кармелитским костёлом. Она называлась Поперечная. В первой половине XVIII века в бывших кафедральных сооружениях разместился монастырь шариток. Впоследствии здесь была гимназия, где преподавал Пантелеймон Кулиш. В начале улицы был построен кафедральный дом, где в 1890—1891 годах жила семья Косачей. В конце XIX века вся улица носила название Кафедральной. На западной части улицы костёл кармелитов сгорел, и на его месте в 1905 году начато строительство лютеранской кирхи. Также на Кафедральной был сооружён Гостиный двор. Его владельцами была семья Прайзлерив. Дом был резиденцией и местом встречи луцких чехов. Здесь была гостиница, ресторан, магазины. С 1917 года на улице в бывшем монастыре шариток содержалась общая школа им. королевы Ядвиги, а в 1921 году здесь временно находилась Торговая школа. В доме Косачей разместилась гимназия им. Тадеуша Костюшки. Все образовательные акции проходили при поддержке организации Польской Школьной Матери. В 1920—1941 годах улицу разделяли на несколько меньших улиц, которые носили названия: Кармелитская, Кафедральная, Бригидок. После Второй мировой войны улица носила название Крупской. В 1990-х улице восстановили одно из прежних названий. Теперь она снова Кафедральная.

## Сегодня
Кафедральная улица является одной из основных улиц историко-культурного заповедника «Старый Луцк». Она выполняет функцию композиционной оси заповедника «запад — восток», которая пересекает весь заповедник, а с противоположных концов насыщается Въездной башней замка Любарта и высоким шпилем кирхи. Кафедральная пересекает улицы Даниила Братковского, Драгоманова, Даниила Галицкого и упирается в Караимскую.
Здесь расположено около 10 памятников архитектуры и некоторые жилые дома, в том числе — два старейших каменных в Луцке XVI века — Дом Фальчевский (Пузина) и кафедральное сооружение костёла Святой Троицы, на сегодня не существует, где располагается епархиальное управление Римско-католической церкви в Луцке. Кроме того, на улице расположена комната-музей «Лесина гостиная», а также ботанический памятник природы «Лесин ясень».
На улице установлено 4 памятных знака:
- двум расстрелянным узникам Луцкой тюрьмы;
- лучанам, погибшим при немецких бомбардировках города в 1944 году;
- семье Косачей;

В 2011 году в западной части Кафедральной улицы завершается строительство госпиталя.

## Сооружения
| Номер | Описание | Вид |
| ----- | --- | --- |
| 4     | Гостиный двор чехов Прайзлерив (справа). Построенный в начале ХХ ст. |     |
| —     | Дом Косачей. Построенный на рубеже XVIII—XIX вв. Здесь жила Леся Украинка. В 1917—1921 г. здесь размещалась гимназия им. Тадеуша Костюшки. Сейчас помещение занимает комната-музей и дирекция историко-культурного заповедника. |     |
| 6     | Коллегиум иезуитов. Построенный в XVII в. |     |
| 16    | Монастырь бригидок с Кафедральной улицы. Перестроен из дворца Альбрехта Радзивилла после 1624. |     |
| 17    | Епархиальное управление римско-католической церкви в Луцке, резиденция епископа. Каменица 1545—1552 годов. |     |
| 17    | Колокольня. Построена в первой половине XVIII в. при кафедральном костёле Святой Троицы |     |
| 19    | Монастырь шариток. Каменица XV—XVIII вв. |     |

## Галерея
- Уголок улицы
- Стена монастыря бригидок
- На пересечении с Даниила Братковского
- Брусчатка на улице
- Старый люк
- Мемориальная доска погибшим лучанам 1944
- Доски на доме Косачей